# Рафаель Авалос
Рафаель Авалос Рівас (ісп. Rafael Avalos Rivas, 30 листопада 1926 — 15 квітня 1993) — мексиканський футболіст, що грав на позиції півзахисника за клуб «Атланте», а також національну збірну Мексики.
Дворазовий володар кубка Мексики. Володар Суперкубка Мексики.

## Клубна кар'єра
У футболі відомий виступами за команду «Атланте», кольори якої і захищав протягом усієї своєї кар'єри гравця. 

## Виступи за збірну
Дебютував в офіційних матчах у складі національної збірної Мексики у матчі кваліфікації Чемпіонату світу 1954 проти Гаїті 19 липня 1953 року, який був виграний 8-0. Протягом кар'єри у національній команді провів у її формі 6 матчів, забивши 1 гол. У грі-відповіді з Гаїті (4-0) забив свій єдиний гол на міжнародній арені.
У січні 1954 року зіграв два найважливіші матчі кваліфікації ЧС-1954 проти США (4-0 та 3-1), а також обидва матчі чемпіонату світу 1954 року у Швейцарії, які мексиканці програли Бразилії (0-5) та Франції (2-3). Гра проти французів 19 червня 1954 року була його останнім міжнародним матчем.
Помер 15 квітня 1993 року на 68-му році життя.

## Титули і досягнення
- Володар кубка Мексики (2):

«Атланте»: 1951, 1952
- Володар Суперкубка Мексики (1):

«Атланте»: 1952